# U-242
Unterseeboot 242 foi um submarino alemão do Tipo VIIC, pertencente a Kriegsmarine que atuou durante a Segunda Guerra Mundial.

## Comandantes
| Comandante                | Data                                     |
| ------------------------- | ---------------------------------------- |
| Oblt. Karl-Wilhelm Pancke | 14 de agosto de 1943 - fevereiro de 1945 |
| Oblt. Heinz Riedel        | fevereiro de 1945 - 5 de abril de 1945   |

## Subordinação
Durante o seu tempo de serviço, esteve subordinado às seguintes flotilhas:
| Período                                       | Flotilha                                  |
| --------------------------------------------- | ----------------------------------------- |
| 14 de agosto de 1943 - 31 de maio de 1944     | 5. Unterseebootsflottille (treinamento)   |
| 1 de junho de 1944 - 5 de julho de 1944       | 3. Unterseebootsflottille (serviço ativo) |
| 6 de julho de 1944 - 31 de julho de 1944      | 5. Unterseebootsflottille (treinamento)   |
| 1 de agosto de 1944 - 15 de fevereiro de 1945 | 8. Unterseebootsflottille (serviço ativo) |
| 16 de fevereiro de 1945 - 23 de março de 1945 | 5. Unterseebootsflottille (treinamento)   |
| 24 de março de 1945 - 5 de abril de 1945      | 5. Unterseebootsflottille (serviço ativo) |